# 法量のイチョウ
法量のイチョウ（ほうりょうのイチョウ）は、青森県の十和田市にあるイチョウの巨木。国の天然記念物に指定されている。
国道102号沿線の十和田市法量字銀杏木に所在する。
イチョウの巨木としては日本で4番目ないし5番目の大きさとされており、雄株で、樹高約30-33メートル、幹周約14-15m、推定樹齢約1100年。主幹の地上7mあたりから6本の気根が分かれ出ていて、大きいものでは太さ60cm、長さ2.4mあまりにもなる。これを乳房に見立て、乳の出ない母親による信仰があり、「乳もらいの木」や「子安めのイチョウ」と呼ばれていた。
また、南祖坊が植えたという伝承も残り、イチョウの所在地はかつてこの地にあった善正寺の跡地であると伝わる。
1926年（大正15年）10月20日に国の天然記念物に指定された（青森県内の国の天然記念物としては2番めの指定）。このほか1990年に国際花と緑の博覧会による「新名木100選」に選ばれている。
きわめて巨木であることと、雪がふるのが早い寒冷地にあることで、樹全体が黄葉する前に葉が青いまま落葉してしまうことが多い。全体が黄色く色づいた姿になるのは稀で、2009年（平成21年）には12年ぶり黄葉したことが記録に残されている。こうしたことから、写真家から「日本一気難しいイチョウ」として知られている。